# U-11 (S190)
Le U-11 (S190) est un sous-marin à propulsion  diesel-électrique de type 205 de la marine allemande (Bundeswehr). Il a été construit par Howaldtswerke-Deutsche Werft de Kiel. Il a été lancé le 1er avril 1966 et mis en service le 21 juin 1968. Il a été mis hors service le 30 octobre 2003 et est dorénavant navire-musée sur l'île de Fehmarn  depuis 2005.

## Historique
La construction du U-11 a commencé le 1er avril 1966 au chantier naval Howaltswerke à Kiel et il est entré en service le 21 juin 1968 avec le 1. Ubootgeschwader (de). C'est son petit sous-marin avec un équipage de 22 hommes et un armement de huit torpilles. Le U-11 était principalement utilisé dans la mer Baltique relativement peu profonde et pouvait plonger à une profondeur de 100 mètres et avait la tâche principale d'empêcher tout débarquement soviétique sur la côte.
En 1987-1988, le U-11 a reçu un deuxième fuselage autour de la coque d'origine. Il est devenu un navire cible pour d'autres sous-marins et la coque supplémentaire a fourni une protection contre l'impact des torpilles d'entraînement. Ce fut pendant longtemps le seul sous-marin utilisé à cet effet au sein de l'OTAN et il participa fréquemment à des exercices. Le 3 février 1997, il est entré en collision avec un pétrolier finlandais. [1]

### Préservation
Le 30 octobre 2003, après 2140 jours en mer et 178 000 milles marins, le U-11 a été retiré du service. Il a été transféré à l'île allemande de Fehmarn et y a sert de navire musée au U-Boot Museum Fehmarn depuis mai 2005.
Deux autres sous-marins de Type 205 peuvent être visités en tant que navire-musée : le U-9 (S188) au Musée des techniques de Spire et le U-10 (S189) au Deutsches Marinemuseum.

## Galerie

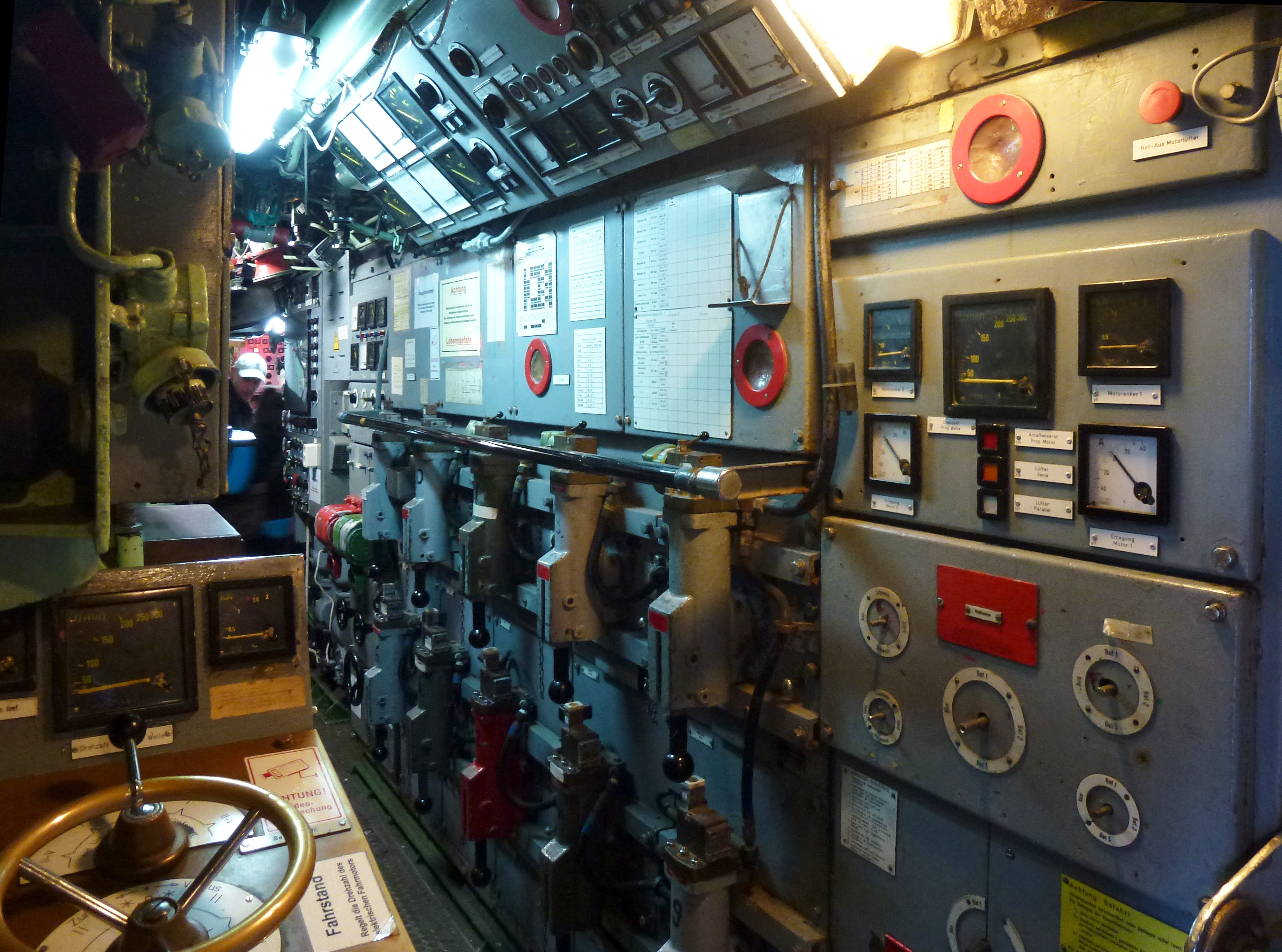
Poste de contrôle
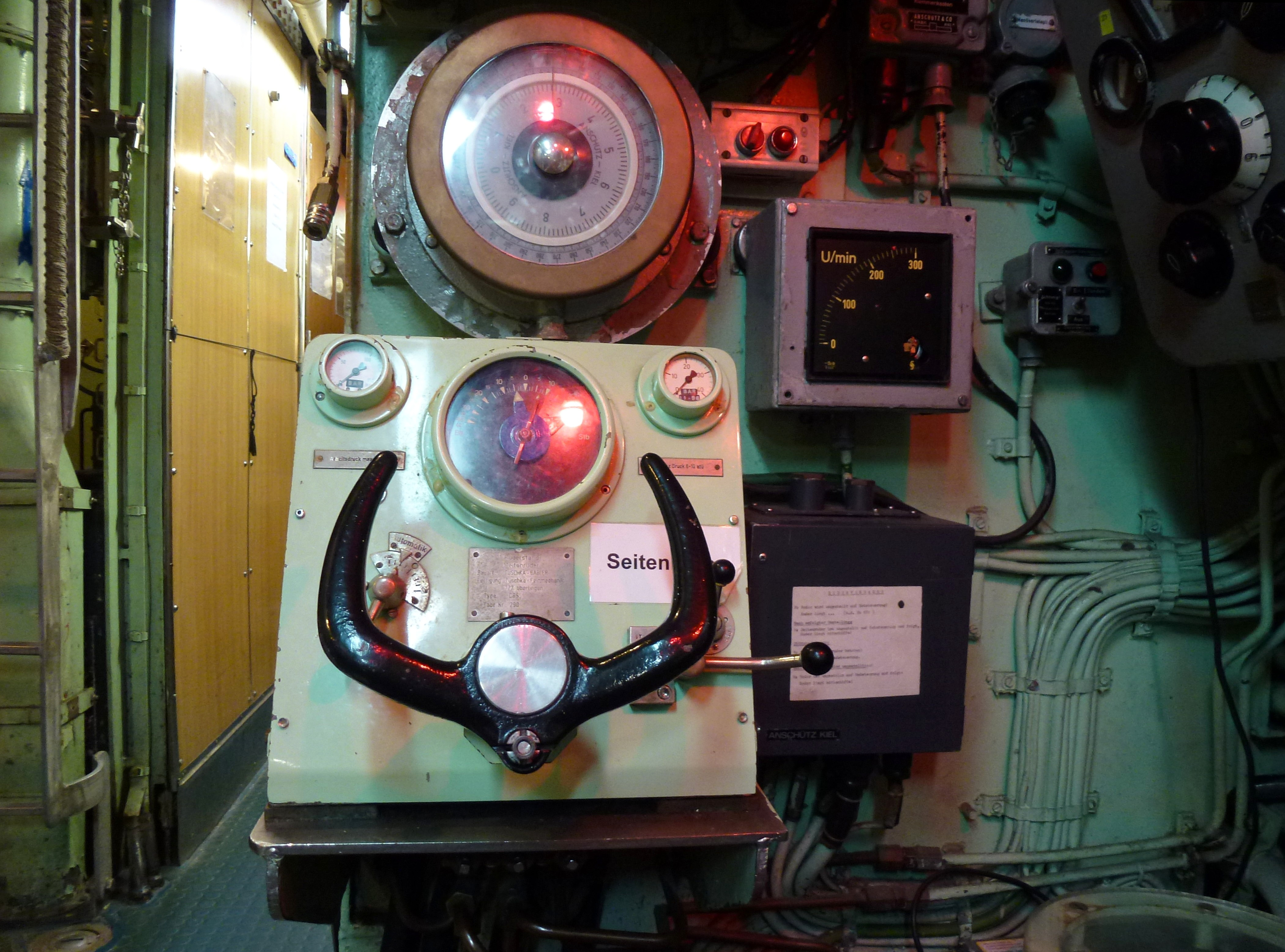
Gouvernail
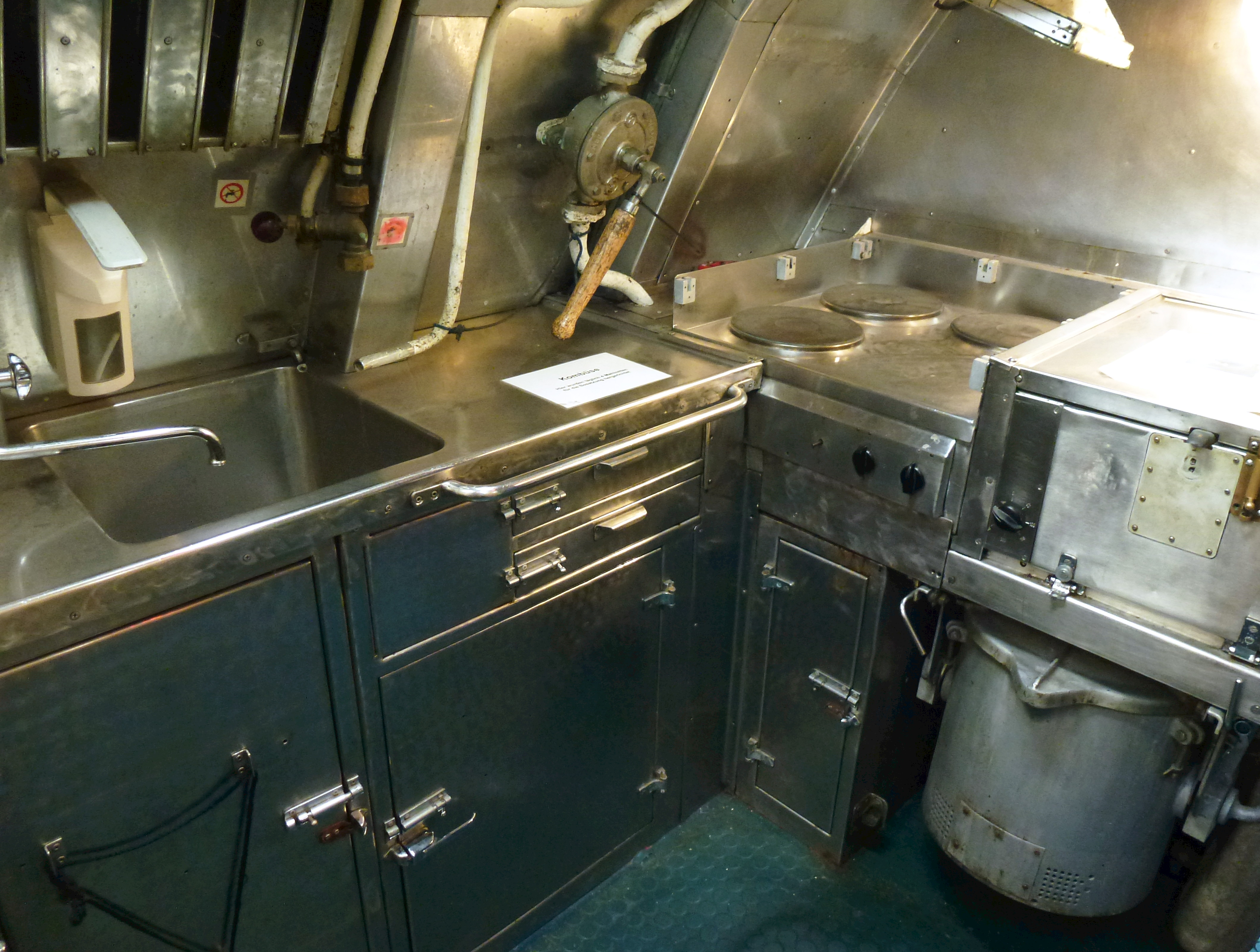
Cuisine
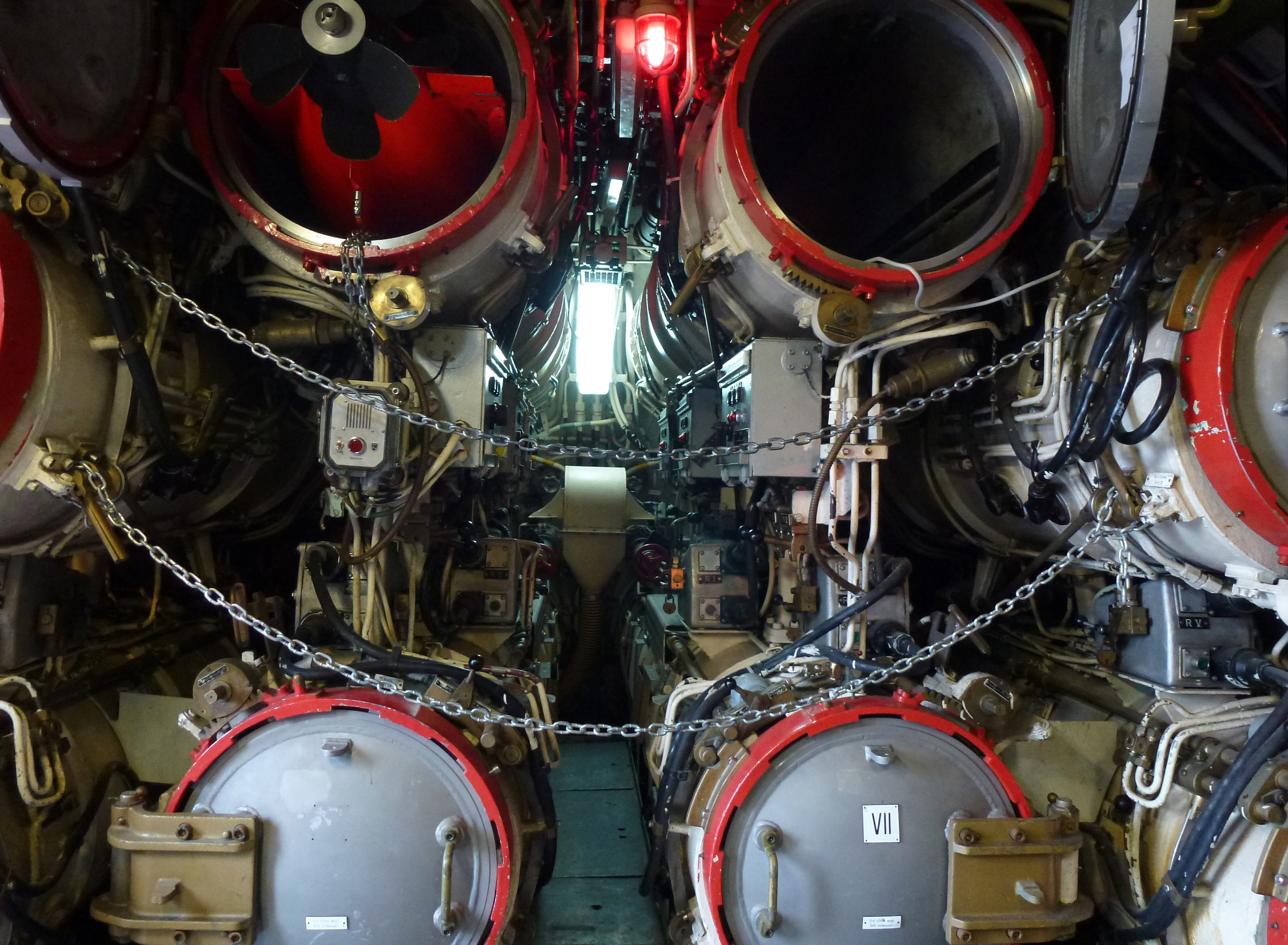
Tubeslance-torpilles